# Pseudelephantopus spicatus
Pseudelephantopus es un género monotípico de plantas fanerógamas perteneciente a la familia de las asteráceas. Sus especies, Pseudelephantopus spiralis y Pseudelephantopus spicatus, es originaria de las regiones tropicales de África y América.

## Descripción
Son hierbas que alcanzan un tamaño de 60-100 cm de altura. Tallos erectos, ramificados, estriados, escasamente hirsutos o subglabros. Hojas subsésiles, ligeramente amplexicaules, hojas oblongo-obovados menores u oblongo-espatuladas, de 7-20 cm × 1-5, con 8-11 venas laterales pareados, atenuadas en la base, margen entero o aserrado, ápice obtuso o agudo; hojas superiores oblongo-lanceoladas, de 2.5-11.5 × 0.5-1.5 cm, atenuadas en ambos extremos. Las inflorescencias dispuestas en espigas terminales. Capítulos en grupos de 1-6. Involucro oblongo, 10-12 ×  4 mm; filarios verde oscuros, elíptico-oblongas, de  10 x 2 mm, glandular, 1-nervada, ápice acuminado o agudo. Floretes: corola blanca, subtubular; lóbulos 5, lanceoladas. Aquenios linear-oblongos. Vilanos con pocos pelos, de 4 mm, 2 setas a menudo dobladas. Tiene un número de cromosomas de 2 n = 22 *.

## Distribución y hábitat
Se encuentra en los pastizales en Cantón, Taiwán, Indonesia, Malasia, Filipinas, Tailandia, nativo de las regiones tropicales de África y América.

## Taxonomía
Pseudelephantopus spicatus fue descrita por (B.Juss. ex Aubl.) Rohr ex Gleason y publicado en Skrifter af Naturhistorie-Selskabet 2: 214–216. 1792.
Sinonimia
- Ageratum dubium Blanco
- Ageratum quadriflorum Blanco
- Elephantopus dubius Blanco
- Distreptus spicatus (Juss. ex Aubl.) Cass.
- Elephantopus spicatus Juss. ex Aubl.
- Matamoria spicata La Llave